# Turbinicarpus dickisoniae
Turbinicarpus dickisoniae là một loài thực vật có hoa trong họ Cactaceae. Loài này được (Glass & R.A. Foster) Glass & A. Hofer miêu tả khoa học đầu tiên năm 1997.